# Valamugil robustus
Valamugil robustus is een straalvinnige vissensoort uit de familie van harders (Mugilidae). De wetenschappelijke naam van de soort is voor het eerst geldig gepubliceerd in 1861 door Günther.